# Hirasiella
Hirasiella é um género de gastrópode  da família Endodontidae.
Este género contém as seguintes espécies:
- Hirasiella clara